# Akurenam
Akurenam és un municipi de Guinea Equatorial, de la província de Centre Sud situada en la part continental de Guinea Equatorial. Té una població de 2.714 (2008 est.)
Geològicament, pertany a zona del crató precàmbric del continent africà i amb molts afloraments rocosos de roques ígnies i semimetamòrfiques, entre les més conegudes l'akoc ncom i la famosa roca d'afahannan del consell de poblat d'Akelayong Mbam i la cascada turística de Moñung a Adjebe obuc.